# Intrighi eleganti
Intrighi eleganti è una commedia in cinque atti di Giuseppe Giacosa. La composizione fu portata a termine a Torino il 12 aprile 1874.

## Trama

### Atto primo
Elisa Appiani è separata da tempo dal marito Carlo, che ha cacciato accusandolo di avere dissipato la sua fortuna in azzardi di borsa, avvalendosi come agente di cambio del padre della stessa Elisa, morto poco dopo. In casa di Elisa è da poco tornato il fratello Mario, un pittore, dopo avere trascorso un periodo di soggiorno e studio in Toscana. In società si sussurra di una relazione tra Elisa e il cugino Paolo Bembi, tra i quali in realtà c'è solo una forte amicizia.
Tra gli altri personaggi vi è la baronessa Erminia, che ha una relazione col duca Rialto, nipote di Anna, duchessa di Monsalice. Rialto cerca inutilmente di presentare Erminia alla zia Anna, ma questa, sospettando della relazione, rifiuta di riceverla. Erminia ne è molto irritata, poiché desidera ardentemente frequentare gli ambienti altolocati delle amicizie di Anna, dove invece è ammessa Elisa, che è amica sia di Anna che di Erminia. Erminia è matrigna di Bianca, la figlia del primo matrimonio di suo marito, il barone Darsèna. Bianca, diciottenne, è seguita come una figlia anche dall'anziano generale Del Piano, che ne è padrino, il quale teme che Erminia, per imparentarsi con Anna, cerchi di organizzare un matrimonio col marchese Orazio, appartenente a un ramo cadetto della stessa casata della duchessa; Orazio è sgradito al generale, che vedrebbe invece di buon occhio l'unione tra Bianca e Mario.
Carlo rientra a sorpresa dall'Australia, sostenendo di essere divenuto ricco e chiedendo ad Elisa di perdonarlo; egli non vuole amore dalla moglie, ma le offre i vantaggi di una famiglia. Elisa rifiuta risolutamente, ma Carlo ribatte che intende riprendere la vecchia vita e dissipare i sospetti che si sono creati su di lui, quindi si fermerà e ricomincerà a frequentare gli stessi ambienti frequentati da Elisa.

### Atto secondo
La relazione tra Erminia e Rialto fa molto parlare, e qualche voce giunge anche al barone Darsèna, a cui viene raccontata, senza rivelargli il nome della donna, la storia del mancato ricevimento di Erminia da parte di Anna dietro invito di Rialto.
Erminia, avendo avuto certezza dallo stesso Rialto, che è un frequentatore assiduo di casa Darsèna, dell'interesse di Orazio per Bianca, fa qualche accenno alla figliastra, senza dirle chi è il pretendente. Bianca comincia a valutare come suoi possibili corteggiatori tutti i giovani visitatori della casa. Il generale, vedendo l'interesse tra Bianca e Mario, amici d'infanzia, avvicina il giovane e lo incoraggia, esortandolo a mantenere la sua spontaneità e a non adeguarsi ai rigidi costumi dei più anziani.
Carlo offre un'alleanza a Erminia: Erminia potrebbe tentare di convincere Elisa a riconciliarsi con Carlo, mentre Carlo potrà tentare di introdurre Erminia presso la duchessa Anna. Mario cerca di evitare ulteriori incontri tra Carlo ed Elisa, suscitando la contrarietà di Erminia.

### Atto terzo
Orazio vorrebbe regalare a Bianca un proprio ritratto, perciò si reca a casa di Mario chiedendogli di eseguire questo lavoro, ma Mario non accetta l'incarico poiché è un paesaggista. Mentre Orazio è ancora da Mario giungono in visita Bianca e il generale. Bianca capisce che il corteggiatore di cui le ha parlato Erminia è Orazio, ma sembra molto più interessata a Mario, con soddisfazione del generale.
Erminia si reca da Mario dicendogli di volersi scusare se l'ha maltrattato quando cercava di difendere Elisa da Carlo, poi accenna alla presunta relazione tra Elisa e il Bembi, suscitando il malumore di Mario. Più tardi però il generale rassicura Mario che tra Elisa e il cugino non vi è nulla più che amicizia. Il generale, molto benvoluto in casa Appiani, conferma poi il progetto di Erminia di far sposare Bianca e Orazio, ma dice di avere un'arma che come estrema soluzione potranno usare contro la baronessa: un medaglione che lei ha perso in una carrozza che l'aspettava davanti alla casa di Rialto e che è stato rinvenuto dal generale stesso. Il medaglione viene consegnato a Elisa.

### Atto quarto
Erminia chiede a Bianca se le piace Orazio, ma Bianca lo rifiuta e rivela di amare Mario. Erminia cerca di convincere Bianca che un matrimonio con un artista sarebbe inopportuno, ma la ragazza è irremovibile.
Erminia ha capito che il generale sta cercando di favorire l'amore tra Bianca e Mario, e gli dice che intende costringere Bianca al matrimonio con Orazio. Il generale minaccia di rivelare pubblicamente la sua relazione con Rialto, che può provare grazie al medaglione. Elisa però non sta al gioco, perché Mario teme che in questo modo potrebbe offendere Bianca, e, pur confermando di essere in possesso del medaglione, sostiene che è stato smarrito in casa sua da Erminia durante una visita.

### Atto quinto
Il generale riesce a liberarsi dell'impiccio di Carlo cercando il litigio con lui e costringendolo a sfidarlo a duello. Carlo, per paura e rispetto dell'età avanzata del generale, non lo può fare e decide di ripartire credendo che non sia utile prolungare la sua permanenza, poiché il suo progetto di rientrare in società è ormai fallito. Il generale è anche riuscito a convincere la duchessa Anna a incontrare Erminia, per chiederle la mano di Bianca per Mario.
Bianca, disperata per la paura di essere costretta a sposare Orazio, cerca l'aiuto del padre, che si fida ciecamente di Erminia ed è a malapena informato delle intenzioni di quest'ultima a proposito della figlia. Bianca, parlando al padre, gli dice che tra i motivi che secondo Erminia raccomandano il matrimonio con Orazio vi è la certezza di essere ricevuti da Anna. Il barone Darsèna, ripensando al racconto fattogli pochi giorni prima, è colto dal sospetto che la donna misteriosa sia proprio la moglie e la chiama per un chiarimento.
Erminia è salvata dall'arrivo del generale, che accompagna Mario e annuncia l'arrivo della duchessa. Erminia può così dimostrare al marito che non ha bisogno di sotterfugi per essere ricevuta da Anna, che anzi ha dovuto chiedere il permesso di venire nella loro casa. Un servitore annuncia che la duchessa è arrivata, e Bianca e Mario vedono avvicinarsi il coronamento del loro sogno d'amore.